# Dongxi (socken)
Dongxi (kinesiska: 董溪乡, 董溪) är en socken i Kina. Den ligger i provinsen Sichuan, i den sydvästra delen av landet, omkring 380 kilometer nordost om provinshuvudstaden Chengdu. Antalet invånare är 4 666. Befolkningen består av 2 171 kvinnor och 2 495 män. Barn under 15 år utgör 22,0 %, vuxna 15-64 år 66 %, och äldre över 65 år 10,0 %.
Genomsnittlig årsnederbörd är 1 409 millimeter. Den regnigaste månaden är juli, med i genomsnitt 293 mm nederbörd, och den torraste är december, med 5 mm nederbörd.